# 22901 Ivanbella
22901 Ivanbella este un asteroid din centura principală de asteroizi.

## Descriere
22901 Ivanbella este un asteroid din centura principală de asteroizi. A fost descoperit pe 12 octombrie 1999 la Observatorul din Ondřejov de Peter Kušnirák și Petr Pravec. Asteroidul prezintă o orbită caracterizată de o semiaxă mare de 2,56 ua, o excentricitate de 0,15 și o înclinație de 5,7° în raport cu ecliptica.